# مسجد غوجيلي
مسجد غوجيلي، هو مسجد تاريخي يقع داخل مقبرة غوجشيلي في كارسامبا، بمحافظة سامسون بمنطقة البحر الأسود، شمال تركيا.

## التاريخ
- بُني المسجد خلال فترة الإمبراطورية السلجوقية في القرن الثالث عشر، وهو مسجد قديم جداً مبني من الخشب بدون إستخدام المسامير.[3]

- تم بناء المسجد المكون من طابق واحد ليشكل الجدران بألواح من قطعة دون إستخدام المسامير. يتم تشابك ألواح الجدران عند الحواف بواسطة تقنية المفصل المزدوج، تم إستخدام أخشاب الدردار وشجرة الدردار والكستناء على الجدران والأعمدة.[4]

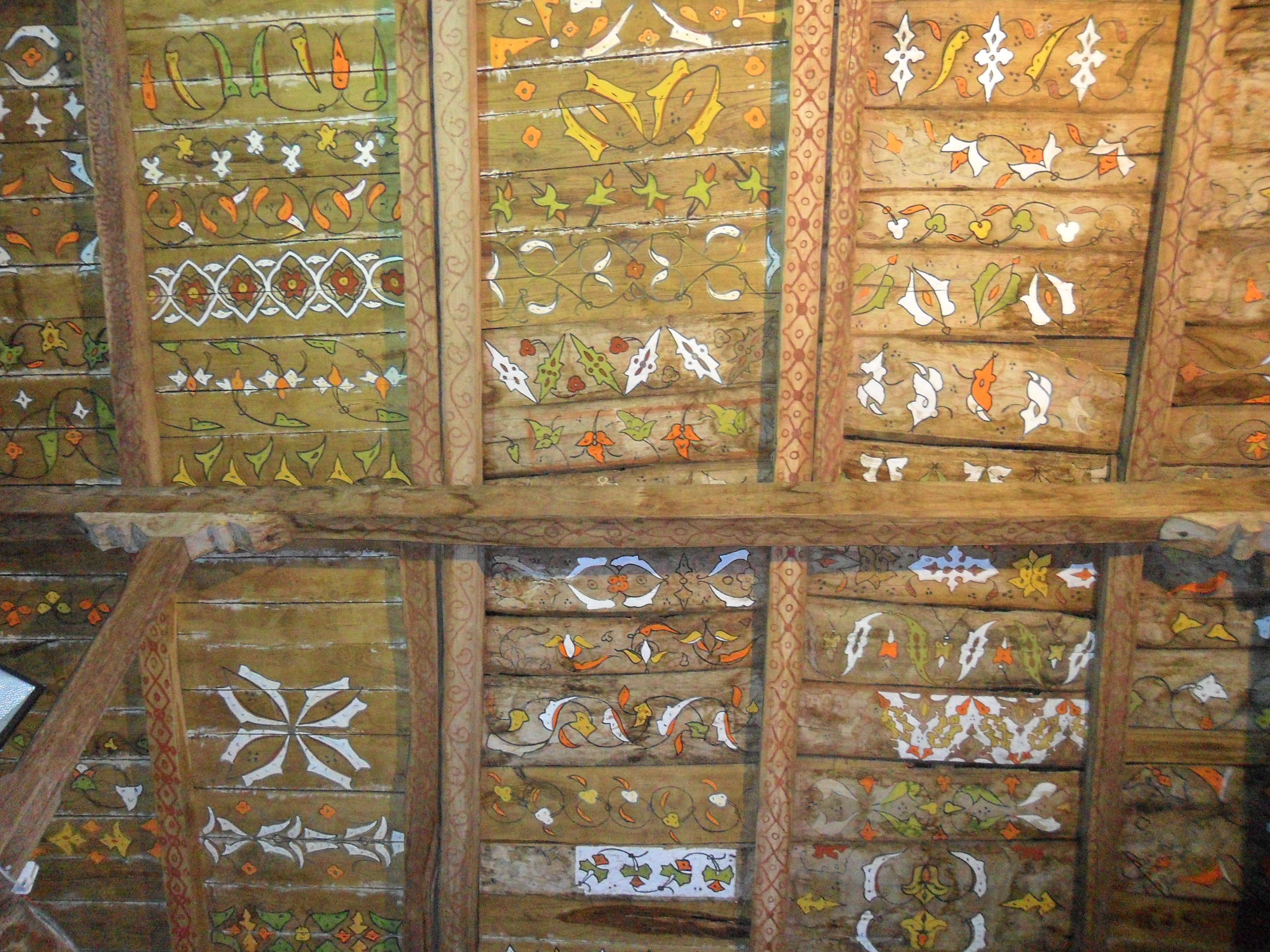
زخارف في المسجد من الداخل

- خضع المسجد لعملية ترميم في عام 2007، تبلغ مساحة المبنى المغطاة 254 مترًا مربعًا، تم إستخدام المسامير الحديدية المطروقة فقط في ربط تيجان الأعمدة بالجسور وفي الإضافات التي تمت على العوارض الخشبية الممتدة نحو أقسام الرواق المخصصة للنساء. السقف محمول على جدران ودعامات خشبية، الزخارف  تعود إلى فترة الإمبراطورية العثمانية الأولى ملونة بطلاء نباتي، المسجد الذي لا يزال قيد الإستخدام  ويتسع لـ 300 شخص،وتعرف المقبرة المحيطة بالمسجد بمقبرة الغرباء.[5]